# Лібертаріанський консерватизм

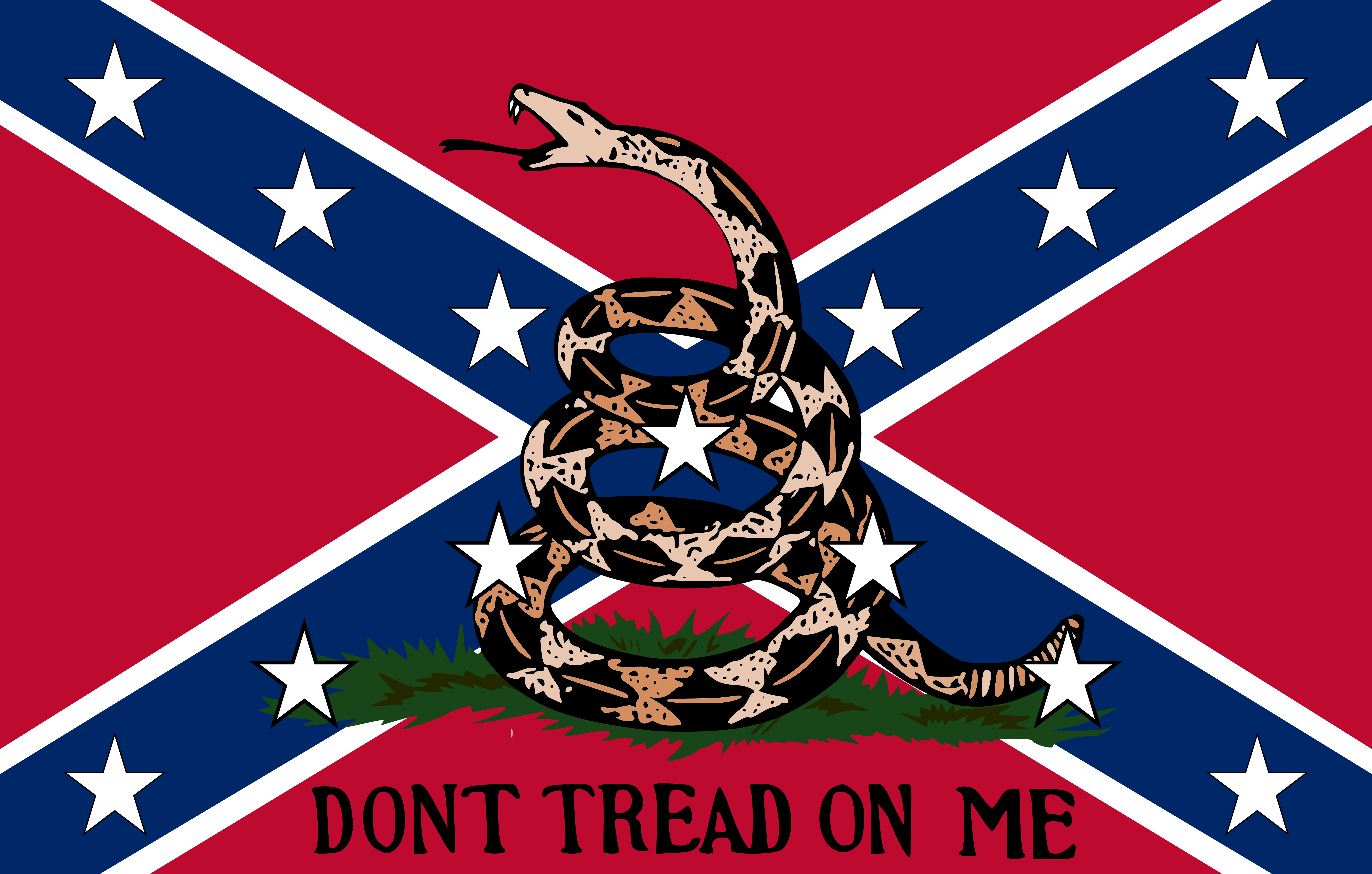
Прапор, що символізує поєднання лібертаріанства та консерватизму

Лібертаріáнський консервати́зм, лібертарний консерватизм, консервативне лібертаріанство або фузіонізм — це права політична ідеологія, що характеризується поєднанням елементів консерватизму та лібертаріанства. Засновником цієї ідеології є Франк Майер. В США, лібертаріанські консерватори – це послідовники батьків-засновників США та багато хто з них є прибічниками Республіканської партії США.

## Історія
Через свою спорідненість з класичним лібералізмом та через те, що погляди лібертарних консерваторів схожі до поглядів батьків-засновників США, погляди схожі на консервативне лібертаріанство можна побачити в США та Британії ще в XVIII–XIX ст..
Проте, остаточно синтезувалася ця ідея у 1950-х роках Франком Мейером, котрий виклав свої ідеї в роботах "У захист свободи: Консервативне кредо" та "Консервативний мейнстрім".
У 1990-х роках сформувалося палео-лібертаріанство, що є дуже схожим з консервативним лібертаріанством. Лью Роквел у своєму маніфесті "Справа для палео-лібертаріанства" написав, що треба знову відновити поєднання консерватизму та лібертаріанства. Одним із направленням лібертарного консерватизма є християнське лібертаріанство. Проте, це направлення є молодим і ще не остаточно відділилося від консервативного лібертаріанства.
Ганс-Герман Гоппе вважав, що кожен лібертаріанець повинен бути консерватором, а кожен консерватор – лібертаріанцем. Свої основні ідеї він виклав у 2000-х роках у своїй праці "Демократія: скинутий бог". 

## Основні тези

### Економіка
Лібертаріанський консерватизм підтримує лібертаріанську ідею вільного ринку. Ряд лібертарних консерваторів віддають перевагу австрійській економіці і критично ставляться до фіатних грошей. Ідеологія консервативного лібертаріанства також підтримує, де це можливо, послуги з приватизації, які традиційно надаються урядом. Консервативні лібертаріанці виступають за мінімальне регулювання урядом соціального життя та відстоює фіскальну дисципліну та повагу до контрактів. 

### Філософські засади
В основі консервативно-лібертаріанського світогляду лежить концепція особистості. Слідом за Локком консервативні лібертаріанці вважають людей «вільними, рівними та незалежними». Свобода особистості корениться в її здатності мислити самостійно. Однак здебільшого консервативно-лібертаріанський погляд на свободу орієнтований на зовнішній світ. Це і є консервативною "частиною" цієї ідеології. В її основі лежить філософія консервативного суспільства, що виникло не внаслідок постійного державного регулювання життя людей, а внаслідок активної діяльності громадянського суспільства. Ця рівність розуміється формально: хоча люди різняться за багатьма аспектами, наприклад, за своїми здібностями, соціальним статусом і кількістю майна, яким вони володіють, вони рівні в тому сенсі, що кожен має однакові претензії на свободу, а також право на рівний захист і поводження відповідно до закону. Крім того, лібертарні консерватори вважають, що вільний ринок приносить суспільству соціальну стабільність. Часто, лібертаріанські консерватори є християнами, що зумовило виникнення окремого напряму лібертарного консерватизму – християнського лібертаріанства.
Кандидат філофських наук Едуард Юрченко вважає основним джерелом лібертарного консерватизму Ганса-Германа Гоппе, що вважав, що кожен консерватор повинен бути лібертаріанцем, а кожен лібертаріанець повинен бути консерватором. В той самий час, кандидат політичних наук Зоряна Оніпко зазначає, що погляди Гоппе різняться з поглядами інших лібертарних консерваторів. 